# James Rogers (Leichtathlet)
James Rogers (* 27. Mai 1933 in Blankenburg) ist ein ehemaliger guyanischer Sprinter.
Bei den British Empire and Commonwealth Games 1954 wurde er für Britisch-Guayana startend Fünfter über 440 Yards.
Seine persönliche Bestzeit über diese Distanz von 47,4 s (entspricht 47,1 s über 400 Meter) stellte er am 8. Mai 1954 in Baltimore auf.
Von 1951 bis 1955 studierte er an der Morgan State University.